# Король вечеринок 2: Восхождение Таджа
«Король вечеринок 2: Восхождение Таджа» (англ. Van Wilder 2: The Rise of Taj) — американская молодёжная комедия, повествующая об амбициях и стремлениях студентов-неудачников. Сиквел фильма Король вечеринок. Премьера состоялась 1 декабря 2006 года.

## Сюжет
Помощник Вэна Уайлдера, индус Тадж Бадаландабад (Кэл Пенн), приезжает учиться в Великобританию по приглашению известного студенческого братства, в котором был и его отец. Когда он добирается туда, оказывается что произошла ошибка, и приглашение отправили не туда. И он, видя людей с подобным отказом, собирается им помочь сделав их лучшими в университете. В итоге он схлестнулся в фехтовальном турнире с Пипом Эвереттом, истинным британцем и сыном спонсора университета...

## В ролях
- Кэл Пенн — Тадж Махал Бадаландабад
- Дэниел Персиваль — Пип Эверетт
- Лорен Коэн — Шарлотта
- Глен Бэрри — Сеймус
- Энтони Козенс — Гетин
- Том Дэйви — Перси
- Холли Дэвидсон — Сэдди
- Уильям де Каверли — Роджер
- Стивен Рэтман — Саймон
- Эми Стил и Бет Стил — Александра и Пенелопа
- Кулвиндер Гир — отец Таджа
- Шобу Капур — мать Таджа
- Габриэла Модорча — сестра Таджа
- Джонатан Сесил — ректор Каннингем

## Критика
Фильм не имел успеха ни у критиков, ни у зрителей. За первые выходные в США он заработал всего 2,3 млн долларов. На агрегаторе рецензий Rotten Tomatoes рейтинг одобрения составляет 7 % на основе 44 рецензий со средней оценкой 3 из 10. На Metacritic оценка составляет 21 из 100 на основе 14 отзывов критиков, что указывает на «в целом неблагоприятные отзывы».
Деннис Харви из Variety написал: «Сиквел, который создавался четыре года, плохо переработанный (не говоря уже об ужасном) мог бы запятнать честь лейбла, если бы он уже не снял ещё несколько более плохих фильмов».